# Achra Avidzba
Ahra Ruslan-ipha Ayźba, meglio noto con il nome russo Achra Ruslanovič Avidzba (in abcaso Ахра Руслан-иԥа Аҩӡба; in russo Ахра Русланович Авидзба?; Soči, 27 gennaio 1986), è un attivista e militare abcaso.

## Biografia
Avidzba è nato a Soči, territorio di Krasnodar, nell'allora RSFS russa. Suo padre è nativo del villaggio di Aacy, distretto di Gudauta, mentre sua madre è del villaggio di Lychny.

### Militanza
Nel 2008 si è offerto volontario per combattere in Ossezia del Sud dalla parte dei separatisti filo-russi contro la Georgia senza però partecipare attivamente agli scontri.
Avidzba si è trasferito in Abcasia nel 2011 dopo essersi laureato a Soči.
Nell'estate 2014 si è trasferito nell'Ucraina orientale per supportare i separatisti del Donbass, con l'intenzione di combattere per "la sua nazione fraterna che sta difendendo la sua patria". Avidzba si unì inizialmente al Battaglione "Oplot", guidato da Aleksandr Zacharčenko, con il nominativo "Abkhaz". Il suo primo ruolo importante è stata la difesa del posto di blocco sulla via Stratonavtiv della periferia di Donec'k di fronte al villaggio di Pisky, insieme ad altri 14 volontari. Questi volontari sono stati la base per la fondazione della Brigata internazionale "Pjatnaška" (in russo Пятнашка?; lett. "Quindici"), composta da nativi delle repubbliche separatiste dell'Abcasia e dell'Ossezia del sud. Con la costituzione della Guardia repubblicana di Doneck, la sua unità è stata integrata nella formazione come 8º Gruppo tattico di battaglione.
La brigata prese parte alle battaglie di Ilovajs'k, Šachtarsk e Debal'ceve. Per la sua partecipazione a queste battaglie, nel 2015, Avidzba ha ricevuto il titolo di Eroe della Repubblica Popolare di Doneck. Avidzba e i suoi uomini sono noti per il loro coinvolgimento in furti d'auto nelle zone del Donbass occupate dai separatisti. Dopo aver sequestrato con la forza un'auto, la portavano in Russia per venderla a prezzi inferiori. Nel luglio 2014, in un post su Facebook, Avidzba si era vantato delle auto rubate alla PrivatBank. Nell'autunno 2016 è stato succeduto da Oleg "Mamai" Mamiev come comandante della "Pjatnaška" mentre Avidzba è tornato in Abcasia.
Nel novembre 2019 Alchas Avidzba, cugino di Abkhaz e ladro nella legge, è stato ucciso nel ristorante "San Remo" nella capitale abcasa di Sukhumi. Una delle guardie del presidente abcaso Raul Khajimba è stata arrestata con l'accusa di essere una delle persone coinvolte nella sparatoria. Questo incidente avrebbe fatto riabbracciare le armi ad Abkhaz con l'opposizione.
Nel gennaio 2020, un gruppo di oppositori guidato da Avidzba, composto da circa duecento persone, ha preso d'assalto il palazzo presidenziale a Sukhumi e ha costretto il presidente Khajimba a dimettersi anticipatamente. Con l'ascesa successiva di Aslan Bžania, il neo presidente ha elevato Avidzba a suo consigliere. Tuttavia, l'alleanza ha avuto vita breve. Pochi mesi dopo, Avidzba, ritenendo che Bžania non avesse alcuna intenzione di attuare il programma di riforme promesso durante il periodo pre-elettorale, si è dimesso.
Il 4 marzo 2021, Avidzba è stato arrestato dopo un interrogatorio da parte dei servizi segreti dello Stato e accusato di possesso illegale di armi. Avidzba rischiava da due a sei anni di carcere. Alla fine, il tribunale lo ha condannato a tre anni di carcere e a due anni con pena sospesa. Successivamente, Avidzba è tornato nel Donbass.

### Invasione russa dell'Ucraina
Da novembre 2022 Avidzba è stato impegnato nella battaglia per la città di Avdiïvka. Nella primavera 2023, la Brigata "Pjatnaška" è stata integrata nel neo costituito 87º Reggimento fucilieri (ex 119º Reggimento fucilieri) della 1ª Brigata fucilieri motorizzata "Slavjansk" come 3º Battaglione, con il nome non ufficiale di "Divisione selvaggia del Donbass", riprendendo il nome della Divisione di cavalleria caucasica dell'esercito imperiale russo.
Nell'autunno del 2023, la Brigata Internazionale "Pjatnaška" è stata trasferita alla struttura del nuovo Corpo Volontari del Ministero della Difesa della Federazione Russa.
Alla fine di febbraio 2024, il Comitato investigativo della Federazione Russa ha aperto un procedimento penale contro Avidzba in quanto si sarebbe rifiutato di essere integrato nella 132ª Brigata "Gorlovka" (unità militare 52892) come vice comandante di battaglione.

## Vita privata
Avidzba è sposato con Julija Ovčarenko, originaria di Donec'k e conosciuta nel 2014, con cui ha cinque figli.
In un'intervista dell'ottobre 2022, ha espresso diffidenza verso gli oligarchi russi in Abcasia e la loro influenza sulle attività economiche nella regione.